# إسكوريال
بلدية إسْكُورْيَال  (بالإسبانية: Escurial)‏، هي بلدية تقع في مقاطعة قصرش والتي تقع في منطقة إكستريمادورا، غرب إسبانيا.
يبلغ عدد سكانها 908 نسمة وفقاً لإحصائية سنة (2002).